# Franz Kielwein
Franz Kielwein (* 14. März 1903 in Neu Sandez; † 15. Oktober 1987 in Rankweil) war ein österreichischer Politiker (SPÖ) und ÖBB-Beamter. Er war von 1959 bis 1969 Abgeordneter zum Vorarlberger Landtag. 

## Ausbildung und Beruf
Kielwein besuchte die Volks- und Hauptschule und arbeitete in der Folge als Beamter der Österreichischen Bundesbahnen. Er wurde nach St. Pölten versetzt und wurde während der Herrschaft der Nationalsozialisten aus dem Dienst entlassen. 1945 wurde er als Geisel inhaftiert. Nach dem Ende des Zweiten Weltkriegs war Kielwein in der Personalabteilung der ÖBB in Feldkirch beschäftigt. Er wurde zum Oberrevident ernannt. 

## Politik und Funktionen
Kielwein trat 1921 der Sozialdemokratischen Partei bei und engagierte sich in der Folge in der Lokalpolitik. Er war von 1929 bis 1934 Mitglied der Gemeindevertretung Rankweil sowie Kassarevisor. Nach dem Zweiten Weltkrieg war er von 1945 bis 1970 neuerlich Mitglied der Gemeindevertretung Rankweil und zudem von 1945 bis 1970 Mitglied des Gemeinderates. Er war Mitglied der verschiedensten Ausschüsse und leitete von 1955 bis 1960 den Personalausschuss. Des Weiteren war er von 1957 bis 1967 Mitglied des Gemeindevermittlungsamtes, von 1958 bis 1967 Mitglied des Aufsichtsrats der Bürgergemeinschaft und von 1966 bis 1970 Urkundenfertiger der Gemeinde Rankweil.
Innerparteilich wirkte er ab etwa 1957 als Mitglied des Landesparteivorstandes der SPÖ Vorarlberg, des Weiteren war er Ortsparteivorsitzender der SPÖ Rankweil und Mitglied der Landesparteikontrolle und des Parteischiedsgerichts der SPÖ Vorarlberg. Als Abgeordneter des Wahlbezirkes Feldkirch vertrat er die SPÖ vom 29. Oktober 1959 bis zum 28. Oktober 1969 im Vorarlberger Landtag, wo er Mitglied im Finanzausschuss, Mitglied im Sozialpolitischen Ausschuss
und Mitglied im Landwirtschaftlichen Ausschuss war.
Kielwein engagierte sich zudem 1920 als Gründungsmitglied des FC Rankweil, war Landesobmann der Vorarlberger Volkshilfe, Mitglied der Naturfreunde Rankweil und Obmann der Eisenbahnerkapelle Feldkirch.

## Privates
Franz Kielwein wurde als Sohn des ÖBB-Beamten Martin Kielwein (1873–1963) und dessen Gattin Emilie Kielwein (* 1878), geborene Kerth, geboren, wobei seine Eltern aus Neu-Sandez in Galizien stammten. Kielwein heiratete 1930 die aus Rankweil stammende Mathilde Dobler (1906–1988), mit der er einen Sohn (* 1939) und eine Tochter (* 1945) hatte. 

## Auszeichnungen
- Viktor-Adler-Plakette (1971)